# 2019年浜松市議会議員選挙
2019年浜松市議会議員選挙（2019ねんはままつしぎかいぎいんせんきょ）は、浜松市の議決機関である浜松市議会を構成する議員を全面改選するために行われる選挙で、第19回統一地方選挙の前半戦投票日である4月7日に投票が行われた。

## 概要
市議会議員の任期4年が満了したことに伴って実施された。7選挙区46議席に対して61名が立候補した。

## 基礎データ
- 選挙事由：任期満了
- 告示日：2019年3月29日
- 投票日：2019年4月7日
- 議員定数：46人
- 選挙区：7選挙区
- 候補者数：61人

## 当選した議員
自民党 
 公明党 
 共産党 
 無所属 
| 中区   | 松本康夫   | 関一郎     | 須藤京子   | 小黒啓子   | 波多野亘   |
| 中区   | 平間良明   | 幸田恵里子 | 丸英之     | 井田博康   | 鳥井徳孝   |
| 中区   | 鈴木恵     | 鈴木唯記子 | 斉藤晴明   | 森田賢児   |            |
| 東区   | 鈴木育男   | 山崎とし子 | 花井和夫   | 高林修     | 遠山将吾   |
| 東区   | 落合勝二   | 鈴木真人   |            |            |            |
| 西区   | 稲葉大輔   | 倉田清一   | 松下正行   | 和久田哲男 | 鈴木幹夫   |
| 西区   | 岩田邦泰   |            |            |            |            |
| 南区   | 柳川樹一郎 | 黒田豊     | 露木里江子 | 小泉翠     | 馬塚彩矢香 |
| 南区   | 小野田康弘 |            |            |            |            |
| 北区   | 戸田誠     | 斎藤和志   | 神間郁子   | 加茂俊武   | 久米丈二   |
| 浜北区 | 北島定     | 平野岳子   | 太田康隆   | 湖東秀隆   | 北野谷富子 |
| 天竜区 | 太田利実保 | 酒井豊実   | 渥美誠     |            |            |